# Gudauta
Gudauta è una città dell'Abcasia, una repubblica di fatto indipendente all'interno dei confini internazionalmente riconosciuti della Georgia. La città si affaccia sul mar Nero e dista circa 37 km a nord-ovest di Sukhumi, capitale dell'Abcasia.